# Дифузни вълни
Дифузните вълни са специален клас вълни, за които съществува само първа производна по време (т.е. за уравнението, което ги описва). Тези вълнообразни смущения представляват съгласувани, винаги причинени от външен фактор, трептения на разсейваща се енергия или частици. Те имат сложни вълнови вектори и нямат свойствата, характерни за вълните с ненулева втора производна. 
Дифузните вълни са известни от средата на 19 век от изследванията на Андерс Ангстрьом, но задълбоченото им изследване и технологично приложение става сравнително скоро. Към момента тяхното създаване и откриване в газови и кондензирани среди е в основата на значителния напредък в измерването и разбирането на оптичните, електрическите и термалните свойства на материалите. Технологиите, базирани на дифузни вълни, вече подобряват биомедицинската диагностика и производството на оптични и електронни устройства, както и разработката на високо точни аналитични техники.

## Ранни проучвания
Андерш Юнас Ангстрьом първи публикува през 1861 г. статия за експерименталните и теоретичните си изследвания на дифузните вълни. Работата му е базирана на изучаването на термалното разсейване при твърдите тела, като за целта той е нагрявал дълъг прът и измервал промяната в температурата в дадена точка, отдалечена от мястото на нагряване.
През 1880 г. Александър Бел наблюдава интересен ефект – ако светлинен сноп, падащ върху силно поглъщаш материал, бива периодично закриван, материалът започва да издава звуци. Той обаче не прави връзка между това откритие – наречено фотоакустичен ефект – и теорията на Ангстрьом за дифузните вълни. В процеса на изучаването на този ефект Бел разработва и инструмент, наречен фотофон.
Около 100 г. по-късно е разработен коректен теоретичен модел на ефекта от Allan Rosencwaig и Allen Gersho, които обясняват появата на звука с движението на 'акустично бутало', образуващо се в газа около оптично-поглъщащия материал. Акустичните трептения се получават в резултат на разширението и свиването на граничния слой, причинени от разпространението на дифузните вълни в твърдото тяло, получени вследствие абсорбирането и преобразуването на светлинната енергия на хармонично нарязания светлинен поток в топлинна енергия. Физичната картина на ефекта е завършена от Allan McDonald и Grover Wetsel Jr, които показват, че движението на 'акустичното бутало' на газа по границата с твърдото тяло се наслагва върху механичната вибрация на повърхността на твърдото тяло, за да се получи резултиращото движение.

## Математически модел
Функцията описваща дифузните вълни  се получава, когато към класическото уравнение описващо разсейването се добави вълнова функция на приложената сила:
{\displaystyle \nabla ^{2}\Psi (r,t)-{\frac {1}{D}}{\partial  \over \partial t}\Psi (r,t)+F(r)\Psi (r,t)=q(r)e^{iwt}}
където приложената сила {\displaystyle q(r)e^{iwt}} поражда осцилиращо решение {\displaystyle \Phi (r,w)e^{iwt}} за вълновата функция {\displaystyle \Psi (r,t)}
Тук D е характеристика на преносната среда, обикновено дифузитет.
Прилагайги преобразование на Фурие, получаваме квази-вълново уравнение на Хелмхолц:
{\displaystyle \nabla ^{2}\Phi (r,w)-k^{2}(r,w)\Phi (r,w)=Q(r,w)}
където k(r,w) е комплексен коефициент на Фурие.

## Физични свойства
Физиката на дифузните вълни се определя основно от този комплексен коефициент на Фурие.
За термични вълни k = (1 + i)/L(w), където дифузионната дължина L(w) се дефинира като {\displaystyle (2D_{t}/w)^{1/2}} (2Dt /w)1/2, а {\displaystyle D_{t}} е коефициент на термичната дифузия.
За повечето от останалите видове дифузни вълни реалната и имагинерната част на коефициента на Фурие се различават – факт с важни последствия за пространственото разпределение на вълновото поле. Примерно, те нямат фронт на разпространение и фазова скорост, не могат да бъдат фокусирано насочвани (като ултразвука и лазера), не се разпространяват на големи разстояния.
Факта, че разпространението на дифузните вълни се подчинява на линейна функция, определя поведението им в гранични области. Когато вълната достигне до граница с друг материал, поведението и се подчинява на закона за съхранение, вместо на този за пречупване-отражение като нормалните вълни. Откриването на една дифузна вълна почти винаги означава тя да премине през някаква граница, и понеже тези вълни са бързо затихващи и не се разпространяват надалеко, това тяхно поведение е с голямо практическо значение.